# Short track na Zimowych Igrzyskach Olimpijskich 2010 – bieg sztafetowy na 3000 m kobiet
Bieg sztafetowy na 3000m kobiet półfinały odbyły się 23 lutego, a finały zostały rozegrane 24 lutego w hali Pacific Coliseum. Mistrzostwa olimpijskiego nie obroniła sztafeta Korei Południowej, która została zdyskwalifikowana. Nowymi mistrzyniami olimpijskimi zostały Chinki, srebrne krążki przypadły sztafecie Kanady, a brązowe medale olimpijskie wywalczyła sztafeta USA

## Półfinały
| Pozycja | Półfinał | Kraja | Zawodniczki                                                   | Czas     | Uwagi  |
| ------- | -------- | ----- | ------------------------------------------------------------- | -------- | ------ |
| 1       | 1        | KOR   | Cho Ha-ri Kim Min-jung Lee Eun-byul Park Seung-hi             | 4:10.753 | QA     |
| 2       | 1        | USA   | Kimberly Derrick Alyson Dudek Lana Gehring Katherine Reutter  | 4:15.376 | QA     |
| 3       | 1        | NLD   | Liesbeth Mau Asam Jorien ter Mors Annita van Doorn Maaike Vos | 4:16.520 | QB     |
| 4       | 1        | ITA   | Arianna Fontana Cecilia Maffei Martina Valcepina Katia Zini   | 4:23.950 | QB     |
| 1       | 2        | CHN   | Sun Linlin Wang Meng Zhang Hui Zhou Yang                      | 4:08.797 | RO, QA |
| 2       | 2        | CAN   | Jessica Gregg Kalyna Roberge Marianne St-Gelais Tania Vicent  | 4:11.476 | QA     |
| 3       | 2        | JPN   | Ayuko Ito Mika Ozawa Yui Sakai Biba Sakurai                   | 4:13.752 | QB     |
| 4       | 2        | HUN   | Rozsa Darazs Bernadett Heidum Erika Huszar Andrea Keszler     | 4:17.487 | QB     |

## Finały

### Finał A
| Pozycja | Kraj | Zawodniczki                                                  | Czas     | Uwagi |
| ------- | ---- | ------------------------------------------------------------ | -------- | ----- |
|         | CHN  | Sun Linlin Wang Meng Zhang Hui Zhou Yang                     | 4:06.610 | RŚ    |
|         | CAN  | Jessica Gregg Kalyna Roberge Marianne St-Gelais Tania Vicent | 4:09.137 |       |
|         | USA  | Kimberly Derrick Alyson Dudek Lana Gehring Katherine Reutter | 4:14.081 |       |
|         | KOR  | Cho Ha-ri Kim Min-jung Lee Eun-byul Park Seung-hi            | DSQ      |       |

### Finał  B
| Pozycja | Kraj | Zawodniczki                                                   | Czas     | Uwagi |
| ------- | ---- | ------------------------------------------------------------- | -------- | ----- |
| 1       | NLD  | Liesbeth Mau Asam Jorien ter Mors Annita van Doorn Maaike Vos | 4:16.120 |       |
| 2       | HUN  | Rozsa Darazs Bernadett Heidum Erika Huszar Andrea Keszler     | 4:17.937 |       |
| 3       | ITA  | Arianna Fontana Cecilia Maffei Martina Valcepina Katia Zini   | 4:18.559 |       |
| 4       | JPN  | Ayuko Ito Mika Ozawa Yui Sakai Biba Sakurai                   | 4:28.745 |       |